# B’z The „Mixture”
B’z The „Mixture” – piąta kompilacja japońskiego zespołu B’z, wydana 23 lutego 2000 roku. Album osiągnął 1 pozycję w rankingu Oricon i pozostał na liście przez 15 tygodni, sprzedał się w nakładzie 1 499 810 egzemplarzy. Zdobył status płyty Milion oraz nagrodę „Rockowy Album Roku” podczas rozdania 15th Japan Gold Disc Award.

## Lista utworów
| Nr  | Tytuł                                                                                           | Czas |
| --- | ----------------------------------------------------------------------------------------------- | ---- |
| 1.  | „Dakara sono te wo hanashite -Mixture style-” (jap. だからその手を離して -Mixture style-)       | 4:10 |
| 2.  | „YOU&I -Mixture mix-”                                                                           | 4:08 |
| 3.  | „OH! GIRL -Mixture style-”                                                                      | 4:00 |
| 4.  | „NEVER LET YOU GO -Mixture style-”                                                              | 5:45 |
| 5.  | „JOY -Mixture mix-”                                                                             | 3:41 |
| 6.  | „Ima de wa... Ima nara... Ima mo... -Mixture style-” (jap. 今では…今なら…今も… -Mixture style-) | 5:22 |
| 7.  | „Kodoku no Runaway -Mixture style-” (jap. 孤独のRunaway -Mixture style-)                        | 5:00 |
| 8.  | „MOVE”                                                                                          | 3:44 |
| 9.  | „Tōkyō -Mixture mix-” (jap. 東京 -Mixture mix-)                                                 | 4:09 |
| 10. | „hole in my heart -Mixture mix-”                                                                | 3:20 |
| 11. | „KARA・KARA -Mixture mix-”                                                                      | 3:47 |
| 12. | „FUSHIDARA 100％”                                                                               | 3:52 |
| 13. | „Biri biri -Mixture mix-” (jap. ビリビリ -Mixture mix-)                                         | 3:34 |
| 14. | „Hi”                                                                                            | 3:55 |
| 15. | „The Wild Wind”                                                                                 | 3:45 |
| 16. | „Anata nara kamawanai” (jap. あなたならかまわない)                                              | 3:58 |

## „Mixture style” i „Mixture mix”
- Mixture style – utwory te zostały nagrane ponownie z inną aranżacją.
- Mixture mix – są to zremiksowane wersje wcześniej wydanych utworów.

## Notowania
| Lista                                 | Pozycja |
| ------------------------------------- | ------- |
| Oricon Weekly Albums Chart            | 1       |
| Oricon Yearly Albums Chart (2000 rok) | 8       |